# Xoanodera
Xoanodera är ett släkte av skalbaggar. Xoanodera ingår i familjen långhorningar.
Kladogram enligt Catalogue of Life:
| Xoanodera | \| \| Xoanodera alia \| \| \| \| \| \| Xoanodera amoena \| \| \| \| \| \| Xoanodera angustula \| \| \| \| \| \| Xoanodera asphyxa \| \| \| \| \| \| Xoanodera grossepunctata \| \| \| \| \| \| Xoanodera laticornis \| \| \| \| \| \| Xoanodera maculata \| \| \| \| \| \| Xoanodera marmorata \| \| \| \| \| \| Xoanodera profunda \| \| \| \| \| \| Xoanodera regularis \| \| \| \| \| \| Xoanodera serraticornis \| \| \| \| \| \| Xoanodera similis \| \| \| \| \| \| Xoanodera singularis \| \| \| \| \| \| Xoanodera snizeki \| \| \| \| \| \| Xoanodera striata \| \| \| \| \| \| Xoanodera subdita \| \| \| \| \| \| Xoanodera suturella \| \| \| \| \| \| Xoanodera vermiculata \| \| \| \| \| \| Xoanodera vitticollis \| \| \| \| \| \| Xoanodera wongi \| \| \| \| |
|           | \| \| Xoanodera alia \| \| \| \| \| \| Xoanodera amoena \| \| \| \| \| \| Xoanodera angustula \| \| \| \| \| \| Xoanodera asphyxa \| \| \| \| \| \| Xoanodera grossepunctata \| \| \| \| \| \| Xoanodera laticornis \| \| \| \| \| \| Xoanodera maculata \| \| \| \| \| \| Xoanodera marmorata \| \| \| \| \| \| Xoanodera profunda \| \| \| \| \| \| Xoanodera regularis \| \| \| \| \| \| Xoanodera serraticornis \| \| \| \| \| \| Xoanodera similis \| \| \| \| \| \| Xoanodera singularis \| \| \| \| \| \| Xoanodera snizeki \| \| \| \| \| \| Xoanodera striata \| \| \| \| \| \| Xoanodera subdita \| \| \| \| \| \| Xoanodera suturella \| \| \| \| \| \| Xoanodera vermiculata \| \| \| \| \| \| Xoanodera vitticollis \| \| \| \| \| \| Xoanodera wongi \| \| \| \| |
|           | Xoanodera alia |
|           | |
|           | Xoanodera amoena |
|           | |
|           | Xoanodera angustula |
|           | |
|           | Xoanodera asphyxa |
|           | |
|           | Xoanodera grossepunctata |
|           | |
|           | Xoanodera laticornis |
|           | |
|           | Xoanodera maculata |
|           | |
|           | Xoanodera marmorata |
|           | |
|           | Xoanodera profunda |
|           | |
|           | Xoanodera regularis |
|           | |
|           | Xoanodera serraticornis |
|           | |
|           | Xoanodera similis |
|           | |
|           | Xoanodera singularis |
|           | |
|           | Xoanodera snizeki |
|           | |
|           | Xoanodera striata |
|           | |
|           | Xoanodera subdita |
|           | |
|           | Xoanodera suturella |
|           | |
|           | Xoanodera vermiculata |
|           | |
|           | Xoanodera vitticollis |
|           | |
|           | Xoanodera wongi |
|           | |

## Bildgalleri

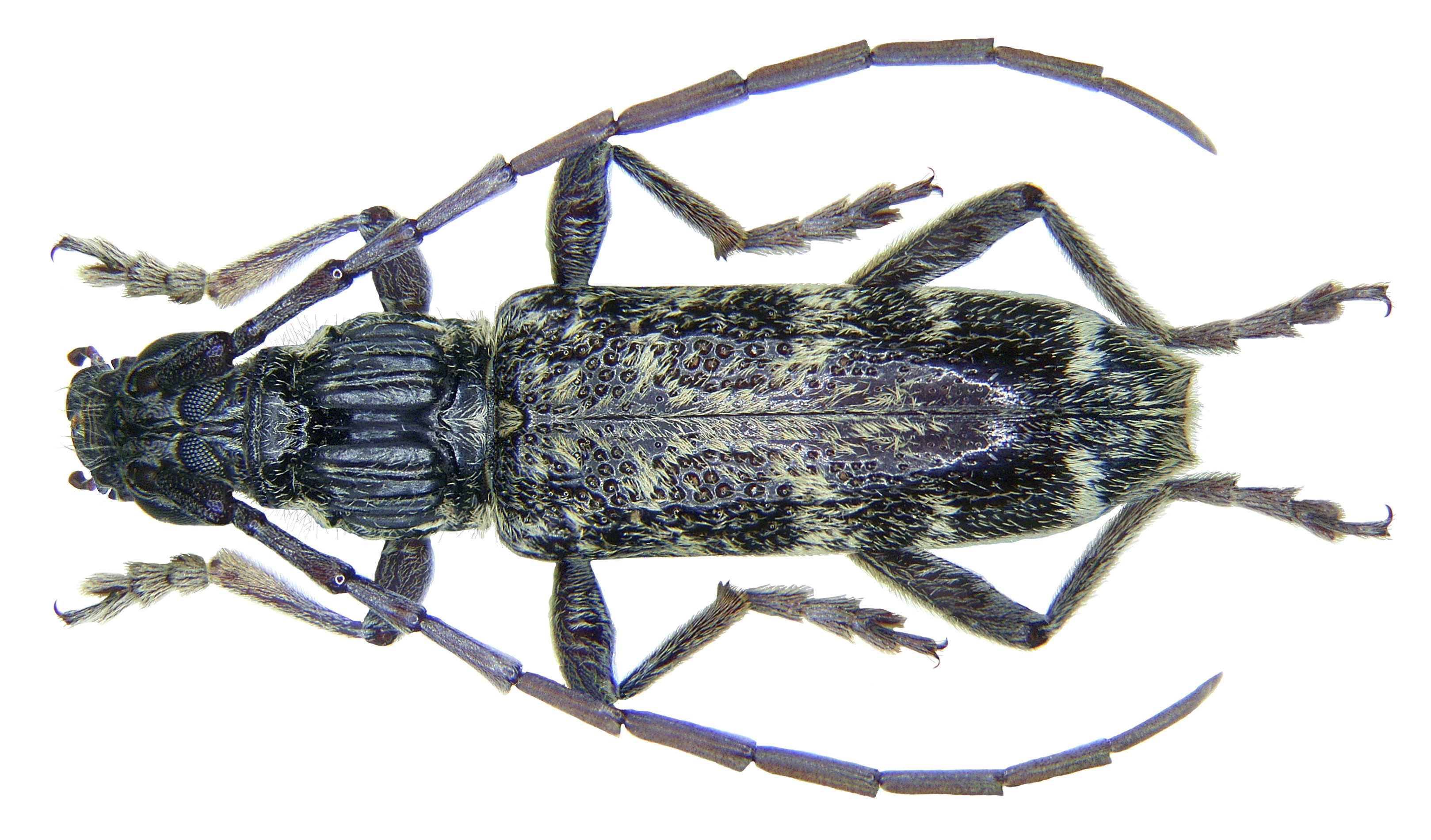
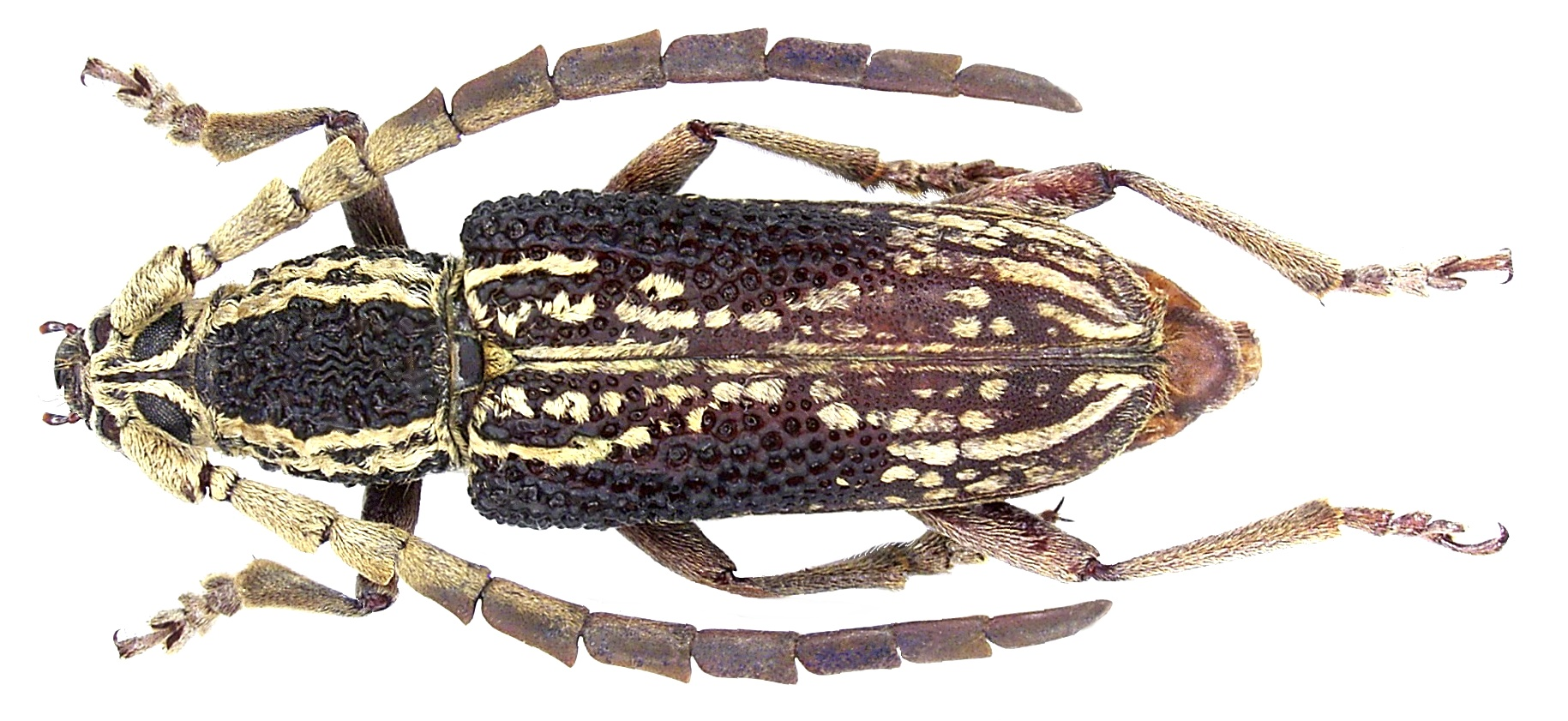
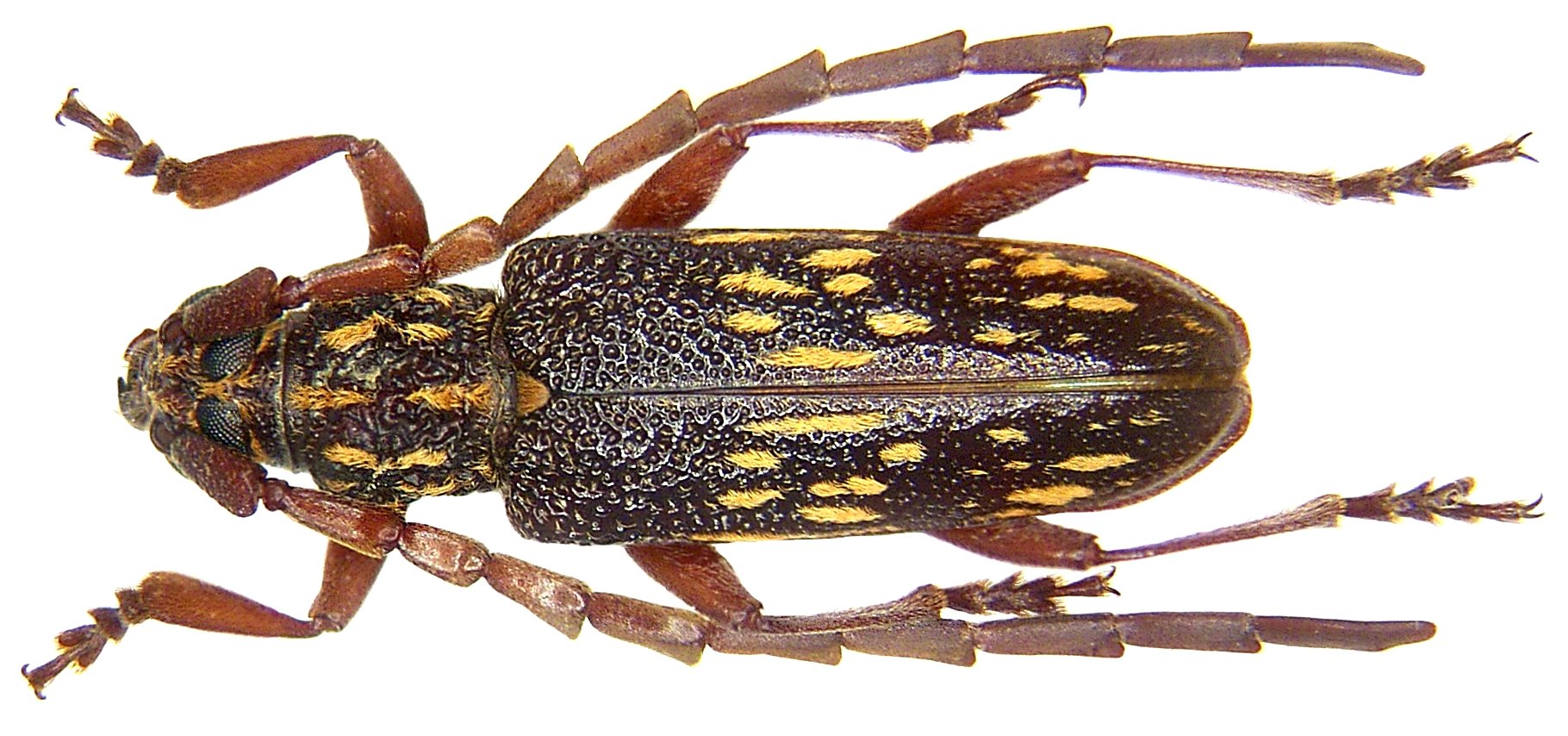
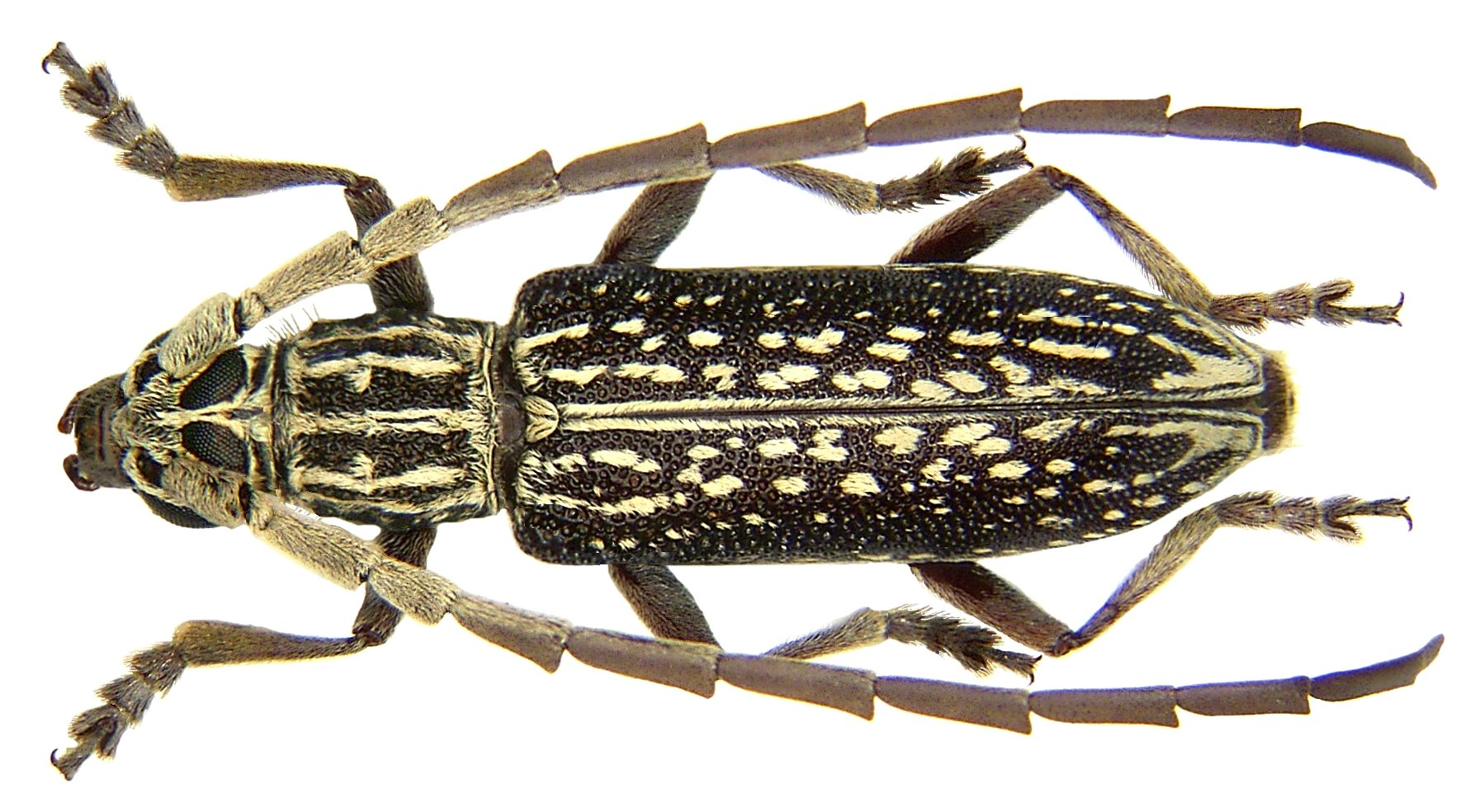